# VII: Sturm und Drang
VII: Sturm und Drang – siódmy album studyjny amerykańskiego zespołu muzycznego Lamb of God. Wydawnictwo ukazało się 24 lipca 2015 roku nakładem wytwórni muzycznych Epic Records i Nuclear Blast. Premierę poprzedziły single "Still Echoes" i "512", które ukazały się, odpowiednio 17 maja i 12 czerwca 2015 roku. Nagrania zostały zarejestrowane w NRG Recording Studios w Los Angeles i Suburban Soul Studios w Torrance we współpracy z producentem muzycznym Joshem Wilburem.
Album dotarł do 3. miejsca listy Billboard 200 w Stanach Zjednoczonych sprzedając się w nakładzie 47 tys. egzemplarzy w przeciągu tygodnia od dnia premiery.

## Lista utworów
Opracowano na podstawie materiału źródłowego.
| Edycja podstawowa 1. "Still Echoes" – 4:22 2. "Erase This" – 5:08 3. "512" – 4:44 4. "Embers" (gościnnie: Chino Moreno) – 4:56 5. "Footprints" – 4:24 6. "Overlord" – 6:28 7. "Anthropoid" – 3:38 8. "Engage the Fear Machine" – 4:48 9. "Delusion Pandemic" – 4:22 10. "Torches" (gościnnie: Greg Puciato) – 5:17 |  | Utwory dodatkowe 1. "Wine & Piss" – 3:33 2. "Nightmare Seeker (The Little Red House)" – 4:56 |

## Twórcy
Opracowano na podstawie materiału źródłowego
| Zespół Lamb of God w składzie - John Campbell – gitara basowa - Chris Adler – perkusja - Mark Morton – gitara - Willie Adler – gitara - Randy Blythe – śpiew |  | Dodatkowi muzycy - Chino Moreno – gościnnie śpiew - Greg Puciato – gościnnie śpiew Inni - Kyle McAulay – inżynieria dźwięku - Josh Wilbur – inżynieria dźwięku, produkcja muzyczna, miksowanie - Brad Blackwood – mastering |

## Listy sprzedaży
| Lista                   | Kraj              | Pozycja |
| ----------------------- | ----------------- | ------- |
| Billboard 200           | Stany Zjednoczone | 3       |
| Suomen virallinen lista | Finlandia         | 3       |
| Media Control Charts    | Niemcy            | 12      |
| UK Albums Chart         | Wielka Brytania   | 7       |
| ARIA Charts             | Australia         | 2       |
| MegaCharts              | Holandia          | 13      |
| Sverigetopplistan       | Szwecja           | 19      |